# 羊崇
羊崇（？—468年），字伯遠，泰山郡南城县人，南朝宋官员，宁朔将军、广州刺史羊希的儿子。
羊崇官至尚書主客郎。为母亲丁憂，哀痛悲伤超过禮度。宋明帝泰始四年（468年），羊希派刘思道代理晋康郡太守，去讨伐俚人。刘思道打了败仗，羊希想要将他治罪。结果刘思道率领部下攻打广州，攻克城池，羊希被刘思道杀害。羊崇听说廣州之亂，即日便光脚出新亭，无法步行跋涉，困顿地伏在江边小洲上。门客和故交用小船把他接走，父亲的葬礼结束后，他终因哀伤过度而去世。